# 中国人民解放军陆军确山合同战术训练基地
中国人民解放军陆军确山合同战术训练基地，位于河南省驻马店市确山县石滚河镇，是隶属中国人民解放军中部战区陆军的训练基地。

## 沿革
确山训练基地的前身是1960年组建的武汉军区炮兵靶场。1999年10月，该靶场更名为确山合同战术训练基地（2000年正式改建升格），隶属中国人民解放军济南军区，是中国人民解放军第二批建设的大型山地作战训练基地。经过数次扩建改造，建成了现代化训练基地。确山训练基地的地形复杂，多处高地海拔超过800米。确山训练基地可保障步兵、防空兵、装甲兵等兵种在联合战役背景下山地攻防、远程机动、机降、伞降、特种作战、反恐作战等的演练。
确山训练基地自组建之后，每年有数万官兵来此训练，确山训练基地承担了“确山”、“前卫”等大型军事演习的任务。2011年承担了“前卫-211”济南军区信息化大练兵，其中构建了全部模拟实战的电子对抗环境。确山训练基地还是中国人民解放军第一个大型专用特种作战训练场。
确山训练基地还在对外交流中发挥作用。2004年9月25日，16个国家的军队领导及军事观察员、驻华武官共60多人，在确山训练基地观摩了济南军区某部“铁拳-2004”演习，这是中华人民共和国成立后截至2014年中国人民解放军邀请国家最多、外军观察员层级最高、对外展示规模最大的演习。2013年11月，各国驻华武官、军事观察员、军事留学生等大约350位外军人员在确山训练基地观摩为期两日的“确山·前锋-2013b”演习，这是截至2013年参加观摩的外军人员最多的一次中国人民解放军演习。
2016年，在深化国防和军队改革中，确山训练基地由中国人民解放军济南军区转隶中国人民解放军中部战区陆军。2016年11月中旬，中部战区陆军确山训练基地伞降训练风洞试飞成功，这座风洞是中国人民解放军首座专门用于伞降训练的风洞。

## 历任领导
| 司令员 …… - 王忠 大校（？—2006年） - 许民 大校（2006年—？） - 刘昌生 大校（？—） | 政治委员 …… - 陈智勇 大校（？—2007年） - 陈华平 大校（2007年11月—2011年6月） - 冯玉常 大校（2011年—） |